# Devils
Devils (Diavoli) est une série télévisée italienne créée et réalisée par Lux Vide, produite par Sky Italia en association Orange Studio, Sky Studios, d'après le roman I diavoli de Guido Maria Brera. Elle a été diffusée à partir du 17 avril 2020 sur Sky Atlantic. Aux États-Unis, elle est diffusée depuis le 7 octobre 2020 sur le réseau The CW.
En France, elle a été diffusée à partir du 18 avril 2020 sur OCS. Elle reste inédite dans les autres pays francophones.

## Synopsis
Londres, 2011. Massimo Ruggero (Alessandro Borghi) est le responsable du commerce sans scrupules de la New York London Investment Bank, élevé dans le monde financier par Dominic Morgan (Patrick Dempsey), PDG de la banque. Lorsque Massimo est à deux doigts de se voir décerner le poste de PDG adjoint, le suicide apparent d'un collègue et un scandale impliquant l'ex-femme de Massimo ont conduit Dominic à lui refuser la promotion. Massimo est déterminé à découvrir la vérité sur ce qui s'est passé, mais il se rendra bientôt compte qu'il est au centre d'une guerre financière intercontinentale. Ayant affronté les Diables qui gouvernent les destinées du monde dans l'ombre, Massimo devra choisir de les combattre ou de les rejoindre.

## Distribution

### Acteurs principaux
- Patrick Dempsey (VF : Damien Boisseau) : Dominic Morgan
- Alessandro Borghi (VF : Thibaut Lacour [saison 1] puis Marc Arnaud [saison 2]) : Massimo Ruggero
- Laia Costa (VF : Marie Bouvet) : Sofia Flores
- Malachi Kirby (VF : Eilias Changuel) : Oliver Harris
- Paul Chowdhry (en) (VF : Mike Fédée) : Kalim Chowdrey
- Pia Mechler (de) (VF : Véronique Picciotto) : Eleanor Bourg
- Nathalie Rapti Gomez : Kate Baker
- Harry Michell (VF : Jérémie Bedrune) : Paul McGuinnan
- Sallie Harmsen (VF : Sara Viot) : Carrie Prince
- Kasia Smutniak (VF : Olivia Nicosia) : Nina Morgan
- Lars Mikkelsen (VF : Jean-Philippe Puymartin) : Daniel Duval

### Acteurs récurrents
- Jemma Powell (en) (VF : Anne Massoteau) : Claire Stuart
- Tom McKay (VF : Fabrice Lelyon) : Chris Bailey
- Tatjana Nardone (it) (VF : Camille Ravel) : Cynthia
- Vincent Papa : Bayeux
- Chris Reilly (en) : Alex Vance
- Gabrielle Scharnitzky (VF : Anne-Bérengère Pelluau) : Antonia Kessler
- Lorna Brown (VF : Amélia Ewu) : Vicky Bale
- Michael Nouri (VF : Saïd Amadis) : Jeremy Stonehouse
- Li Jun Li : Wu Zhi (saison 2)

## Épisodes

### Première saison (2020)
Les épisodes, sans titres, sont numérotés de un à dix.

### Deuxième saison (2022)
La deuxième saison de huit épisodes, sans titres, a été diffusée du 22 avril au 13 mai 2022 en Italie, et à partir du 16 août 2022 aux États-Unis.